# Yeóryios Orfanídis
Yeóryios Orfanídis (en grec moderne : Γεώργιος Ορφανίδης, souvent transcrit Georgios Orphanidis), né en 1859 à Smyrne et mort en 1942, est un tireur grec, champion olympique lors des Jeux olympiques d'été de 1896 à Athènes.
Il concourt aux cinq épreuves de tir sportif.
Il commence par l'épreuve de carabine d'ordonnance à 200 m dans laquelle Orfanídis termine à la cinquième place avec un score de 1 698 points. Lors de la deuxième épreuve, le pistolet d'ordonnance à 25 m, sa performance et sa place ne sont pas connues, n'ayant pas terminé aux premières places. Au pistolet à 30 m, il termine cinquième sur cinq concurrents.
Les résultats s'améliorent avec l'épreuve de la carabine d'ordonnance à 300 m. Yeóryios Orfanídis termine au premier rang avec un score total de 1 583 points devant Ioánnis Frangoúdis (1 312 points) et devant Viggo Jensen troisième avec 1 305 points.
Au feu rapide à 25 m, Ioánnis Frangoúdis remporte l'épreuve, battant Orfanídis.

## Palmarès

### Jeux olympiques
- Jeux olympiques de 1896 à Athènes (Grèce) :
  - Tir sportif :
    -  Médaille d'or sur l'épreuve Carabine d'ordonnance à 300 m.
    -  Médaille d'argent sur l'épreuve Pistolet feu rapide à 25 m.
- Jeux olympiques intercalaires de 1906 à Athènes (Grèce) :
  - Tir sportif :
    -  Médaille d'or sur l'épreuve Pistolet à 50 m.